# Equipo de Copa Davis de Irlanda
El equipo irlandés de Copa Davis es el representante de Irlanda en dicha competición internacional. Su organización está a cargo de la Tennis Ireland.

## Historia
Irlanda compitió en su primera Copa Davis en 1923. En solo una oportunidad alcanzó la primera ronda del Grupo Mundial y ocurrió en 1983. También llegó a la semifinal de la Zona Europea en 1936. Actualmente, el equipo irlandés compite en la Zona Europea/Africana II.

## Plantel actual (2018)
| Jugador         | Total  | Individuales | Dobles |
| --------------- | ------ | ------------ | ------ |
| Sam Barry       | 5 - 7  | 2 - 5        | 3 - 2  |
| James Cluskey   | 1 - 8  | 0 - 0        | 1 - 8  |
| Daniel Glancy   | 1 - 5  | 1 - 5        | 0 - 0  |
| David O'Hare    | 0 - 2  | 0 - 2        | 0 - 0  |
| James McGee     | 13 - 8 | 9 - 5        | 4 - 3  |
| James Morrissey | 0 - 1  | 0 - 1        | 0 - 0  |